# Carrasco (Salamanca)
Carrasco es una localidad del municipio de Sanchón de la Ribera, en la comarca de La Ramajería, provincia de Salamanca, comunidad autónoma de Castilla y León, España. 

## Historia
Su fundación se remonta a la época del rey de León Fernando II.

## Monumentos y lugares de interés
- Iglesia Parroquial de San Miguel Arcángel.

## Demografía
En 2019 Carrasco contaba con una población de 20 habitantes, de los cuales 12 eran hombres y 8 mujeres. (INE 2019).
| Gráfica de evolución demográfica de Carrasco entre 2000 y 2019                           |
|                                                                                          |
| Fuente: Instituto Nacional de Estadística de España - Elaboración gráfica por Wikipedia. |